# Région de Koulikoro
La région de Koulikoro est la deuxième région administrative malienne située au centre-ouest du pays. Érigée suivant l'ordonnance No 77-044 CMLN du 12 juillet 1977, elle a pour chef-lieu est la ville de Koulikoro. 
Avant 2012, elle est composée de sept cercles et s’étend sur 90 120 km2. En 2023, lors de l'établissement de nouvelles régions, elle est démenbrée au profit des régions de Nara et de Dioïla.

## Géographie
Située au centre-ouest du Mali méridional, la région de Koulikoro s'étend sur 47 040 km2 soit 3,77 % du territoire national. Elle est limitée par six régions maliennes : au nord-ouest par la région de Nioro du Sahel, au nord par la région de Nara, au nord-est par la région de Ségou, à l'ouest par la région de Kita, à l'est par la région de Dioïla, et au sud par la région de Bougouni et au sud-ouest par la région de Kankan.
| Nioro  | Nara      | Ségou    |
| Kita   | Koulikoro | Dioïla   |
| Kankan | Bougouni  | Bougouni |

Avec les régions de Mopti et Ségou, elle forme ce qui est communément désigné comme le Centre du Mali.

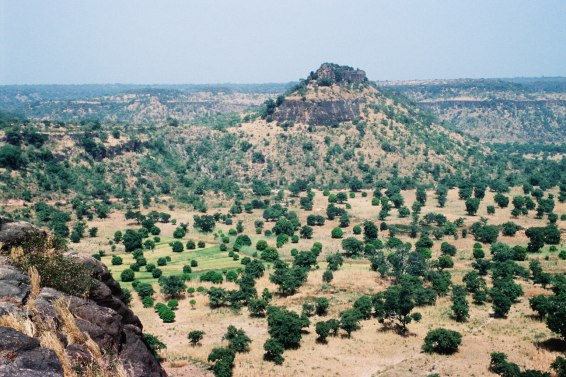
Paysage au pays mandingue aux environs de Siby.

La région est irriguée par plusieurs fleuves : le Niger, le Baoulé, le Sankarani, le Bagoé, le Bani et le Bafing.
Au sud, le climat est de type soudanien. Au nord de l’axe Kita-Bamako, il est sahélien. 
Les grandes villes de la région sont Kati, Koulikoro, Kolokani, Banamba et  (Bamako, au centre de la région, constitue une entité administrative distincte).
La région de Koulikoro compte 12 forêts classées couvrant une superficie de 200 841 ha.
La réserve de la biosphère de la Boucle du Baoulé, comprenant les réserves naturelles de Fina, Kongossambougou et de Badinko, se situe en partie dans la région de Koulikoro et abrite une faune diversifiée.

## Histoire

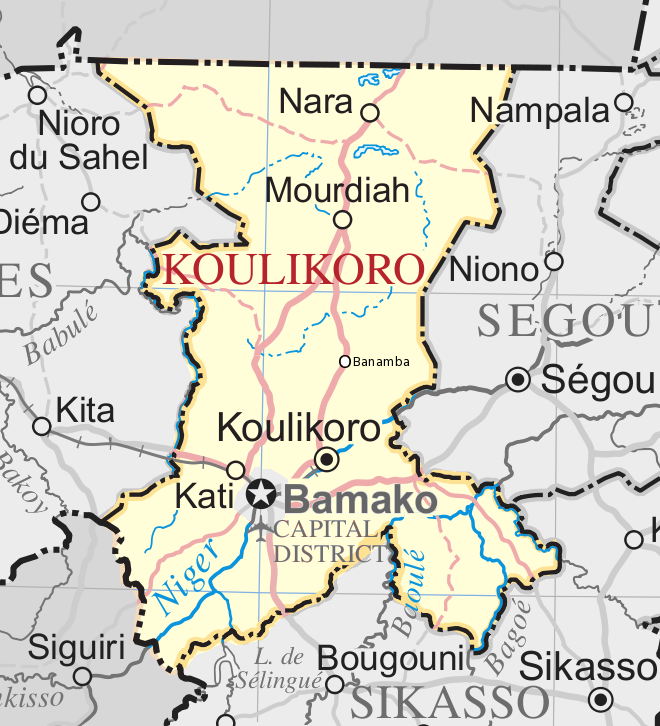
La région de Koulikoro avant 2012

Au XIIe siècle, le sud de la région, avec les cercles de Kangaba et de Koulikoro, est le centre du Royaume de Sosso. Au XIIIe siècle, elle est au centre de l'Empire du Mali. Le traité du 17 septembre 1884 signé entre Ouodio Diarra et le Capitaine Dilanneau, acte la mise en place du protectorat français, un camp militaire est installé au pied du rocher de Nianankoulou à Koulikoro. Le cercle de Koulikoro est instauré en 1957.
La région de Koulikoro est instaurée en 1977, lors du démembrement de l'ancienne région de Bamako, existant de depuis l'indépendance, la ville de Bamako est enclavée dans la région et forme le district de Bamako.

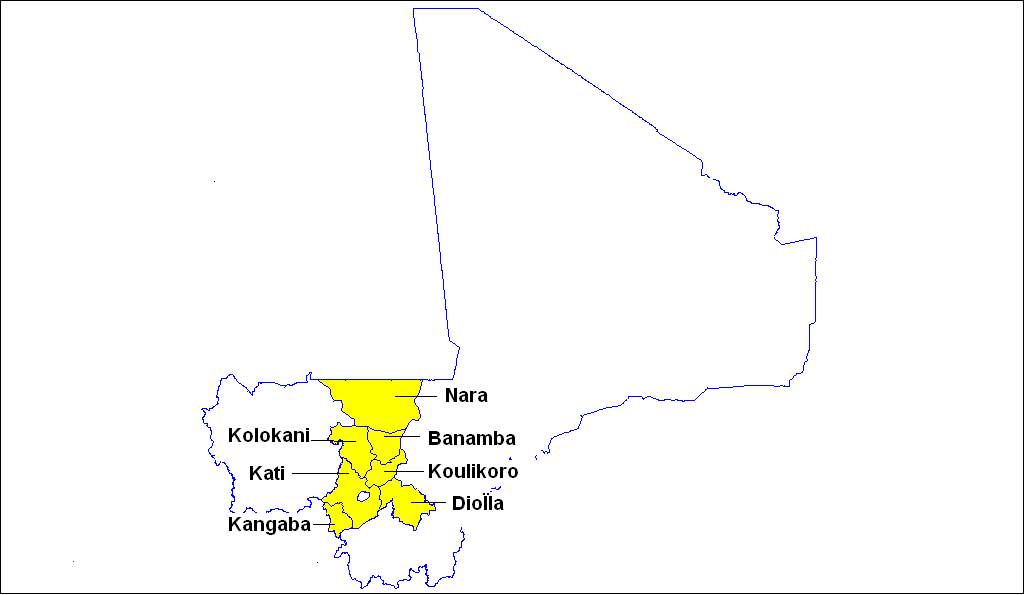
Les cercles de la région de Koulikoro au Mali avant 2012.

En mars 2023, la Loi 2023-006 subdivise le pays en 19 régions et un district, la région de Koulikoro perd deux parties de son territoire, le cercle de Nara au nord, et le cercle de Dioïla au sud-est sont érigés en régions, la région de Koulikoro perd 7 communes : Séléfougou, Kourouba, Tiakadougou-Dialakoro, Niagadina, Ouélessébougou, Faraba, Sanankoro Djitoumou (3 343 km2) au profit de la nouvelle région de Bougouni.
Avant 2023, la région de Koulikoro est divisée en sept cercles (Banamba, Dioïla, Kangaba, Kati, Kolokani, Koulikoro et Nara) regroupant 108 communes. Bamako, capitale du Mali, bien que située au cœur de la région, n’y est pas rattachée.

## Subdivisions administratives
Depuis 2023, la région est composée de 8 cercles et 61 communes. Le code à deux chiffres attribué à la région est le 02 (loi 2023-006 et loi 2023-007), les cercles sont codifiés selon l'ordre chronologique par la loi 2023-002 du 13 mars 2023.
| Code | Cercle              | Communes |
| ---- | ------------------- | -------- |
| 0201 | Cercle de Koulikoro | 7        |
| 0202 | Cercle de Banamba   | 9        |
| 0203 | Cercle de Kangaba   | 8        |
| 0204 | Cercle de Kati      | 17       |
| 0205 | Cercle de Kolokani  | 10       |
| 0206 | Cercle de Nyamina   | 2        |
| 0207 | Cercle de Siby      | 4        |
| 0208 | Cercle de Néguéla   | 4        |

## Démographie
La région compte 2 418 305 habitants en 2009. 
La population a été multipliée  par près de 1,5 depuis 1998, soit un taux d'accroissement moyen annuel de 4 % entre 1998 et 2009. Le cercle de Kati a connu la plus forte augmentation de la population (+85 %) suivi par ceux de Dioïla et Nara (respectivement +48 % et +46 %).
Les femmes représentent 50,4 % de la population.  
Différentes ethnies vivent dans la région : Bambaras, Malinkés et Somonos autour du fleuve Niger.

## Transport et économie

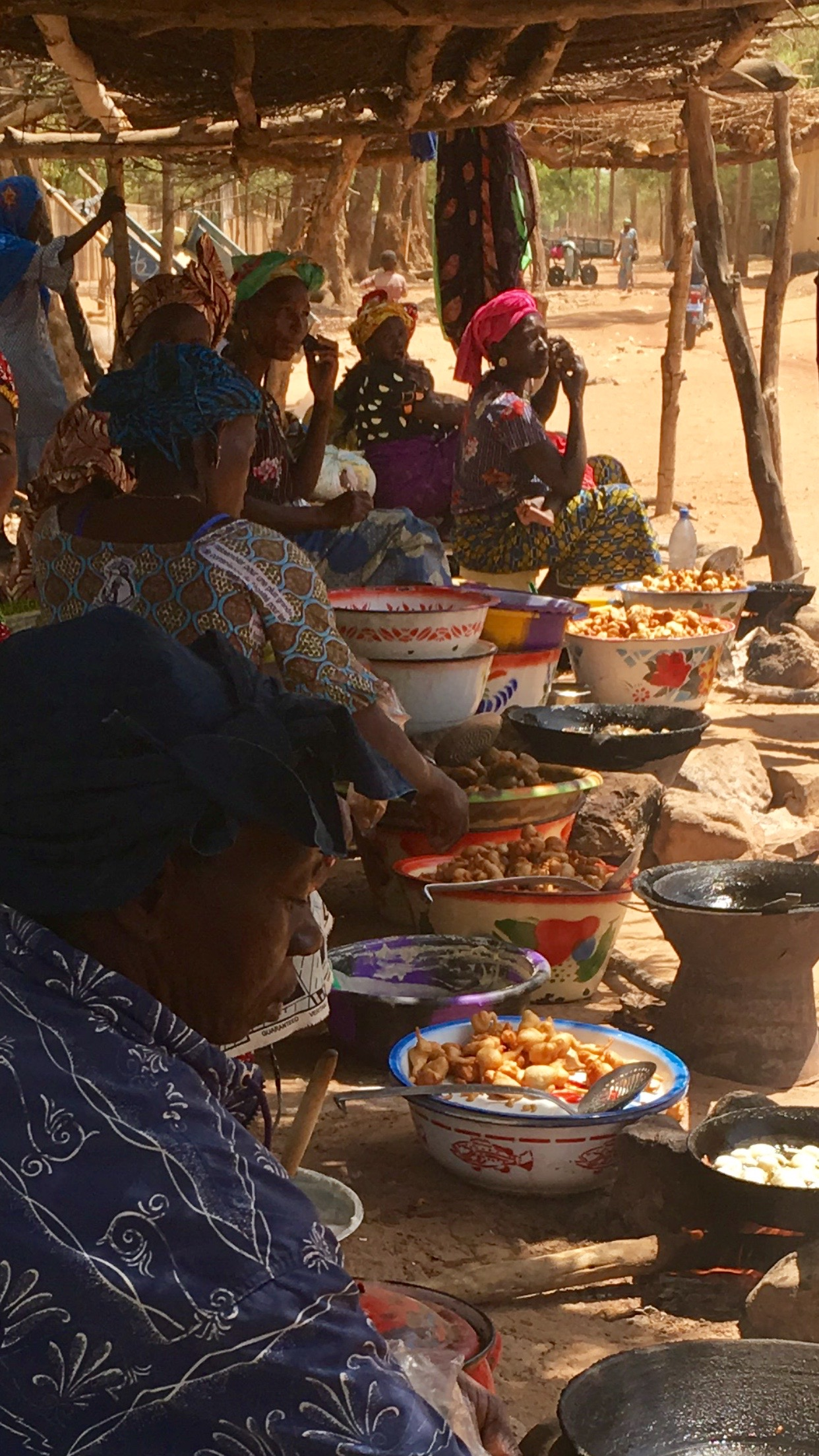
Petit marché de Madiguibougou, entre Kita et Kolokani.

Koulikoro est le terminus de la ligne de chemin de fer du Dakar-Niger. C’est également un port important sur le fleuve Niger qui permet de desservir les villes de Ségou, Mopti, Tombouctou et Gao. La région est desservie par l’aéroport international Modibo-Keïta.
Si l’agriculture reste une activité dominante, plusieurs industries sont implantées dans la région :
- Le barrage hydroélectrique de Sélingué ;
- Les industries aurifères autour de Kangaba.

## Culture
Le pays mandingue (ou Mandé) est situé dans cette région. Il est le berceau de l’empire du Mali et a su conserver sa culture traditionnelle avec ses griots et ses chasseurs.
Si la région est, comme le reste du Mali, fortement islamisée, les pratiques animistes restent très présentes dans les villages.
Le bambara est la langue la plus parlée dans la région, les autres langues sont le malinké, le soninké et le poular.
Koulikoro est réputé pour ses marionnettes traditionnelles, présentes dans de nombreuses fêtes comme dans le village de Diarabougou.
De grands musiciens sont originaires de cette région : Salif Keïta, Rokia Traoré et Sékou Kouyaté.

## Éducation
Au niveau du système éducatif, la région de Koulikoro est couverte par trois académies : Dioïla, Kati et Koulikoro.
À la rentrée d'octobre 2009, l’académie de Koulikoro, qui couvre les cercles de Banamba, Kolokani, Koulikoro et Nara comprend 4 centres d'animations pédagogiques (CAP), 6 établissements secondaires généraux, 7 établissements d'enseignement techniques et professionnel, un institut de formation des maîtres, 157 centres d'éducation pour le développement (CED) et 298 centres d'alphabétisation fonctionnelle.
L’École militaire interarmes de Koulikoro (EMIA), créée en 1963, initialement implantée à Kati, a été transférée à Koulikoro le 1er octobre 1980. Elle assure la formation initiale des officiers. L’accès se fait par voie de concours ou sur titre aux jeunes civils et militaires titulaires de diplôme d’enseignement universitaire général (DEUG) et reçoit également les stagiaires étrangers dans le cadre de la coopération militaire entre le Mali et d'autres pays.